# Kapilaroskopia

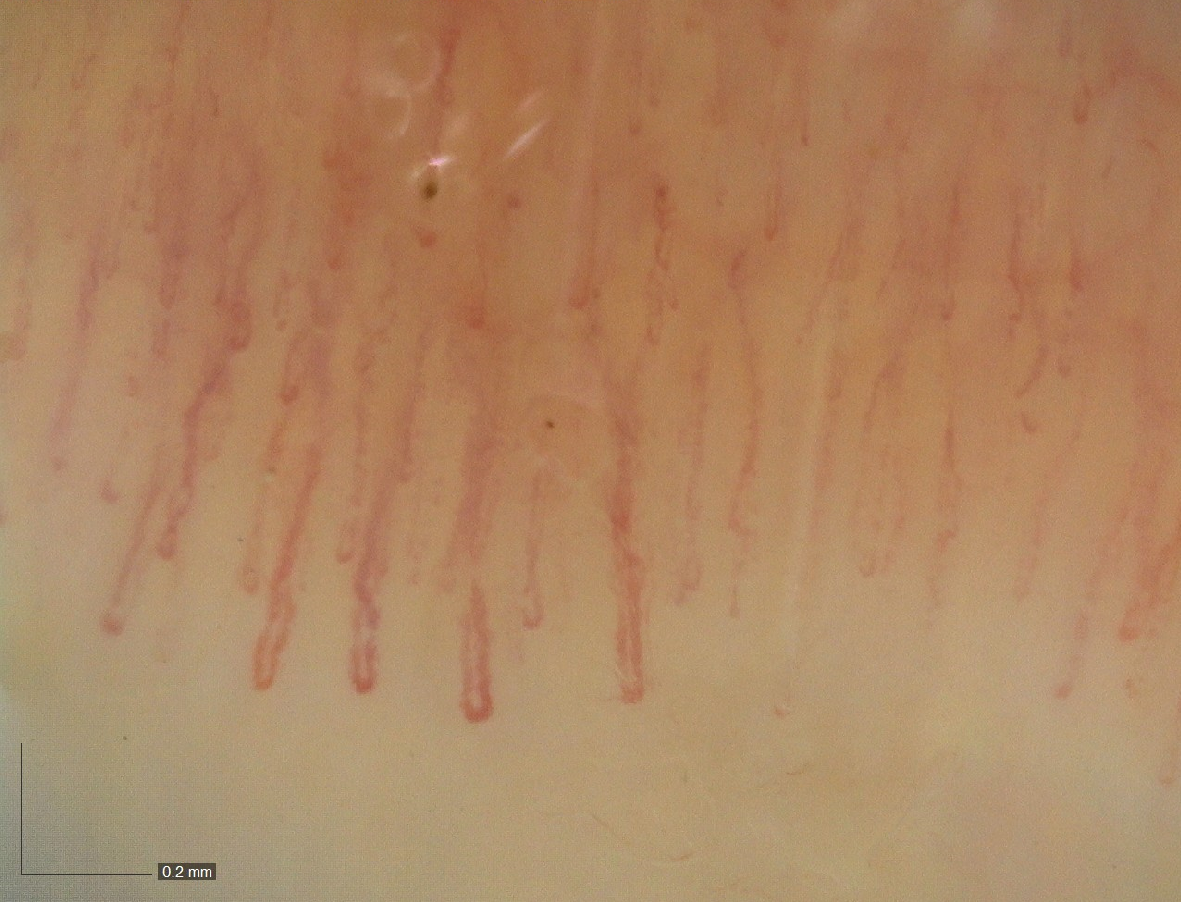

Kapilaroskopia – nieinwazyjna metoda diagnostyczna stosowana w medycynie polegająca na przyżyciowej ocenie przy użyciu technik powiększających, mikrokrążenia krwi w obrębie skóry i błon śluzowych. Polega na obejrzeniu naczyń włosowatych pod specjalnym mikroskopem, po uprzednim nawilżeniu badanego miejsca płynem. Wyniki badania są natychmiastowe.
Zalety kapilaroskopii: prosta, nieinwazyjna, tania.
Najczęściej stosowane techniki kapilaroskopowe to: kapilaroskopia świetlna i wideokapilaroskopia.
Ze względu na to że w tym miejscu kapilary ułożone są równolegle do powierzchni skóry, najszersze zastosowanie znalazła mikroskopowa kapilaroskopia naczyń wału paznokciowego (ang. nailfold capillaroscopy).
Warunki przeprowadzenia badania: odpowiednia temperatura otoczenia (ok. 20-22°C), czas na adaptację cieplną (ok. 15-20 min.), komfort psychiczny, stosowanie olejku immersyjnego lub innej substancji oleistej (poprawa widoczności) oraz wybór miejsc do badania (wał paznokciowy palców II-V lub III-V). 
Elementy podlegające ocenie podczas badania kapilaroskopowego:
- układ i liczba naczyń włosowatych
- przejrzystość skóry
- kształt, rozmiary i występowanie deformacji pętli naczyniowych
- wybroczyny
- przepływ krwi
- podbrodawkowy splot żylny

Kapilaroskopia wykorzystywana jest głównie w reumatologii w diagnostyce twardziny układowej oraz pierwotnego i wtórnego objawu Raynauda.